# Пејтриот (Индијана)
Пејтриот (енгл. Patriot) град је у америчкој савезној држави Индијана.

## Демографија
По попису из 2010. године број становника је 209, што је 7 (3,5%) становника више него 2000. године.
| Група             | 2000.       | 2010.       |
| Белци             | 196 (97,0%) | 204 (97,6%) |
| Афроамериканци    | 1 (0,5%)    | 0 (0,0%)    |
| Азијати           | 0 (0,0%)    | 1 (0,5%)    |
| Хиспаноамериканци | 2 (1,0%)    | 3 (1,4%)    |
| Укупно            | 202         | 209         |